# Alan Price
Alan Price (ur. 19 kwietnia 1942 w Fatfield) – brytyjski muzyk rockowy, klawiszowiec. Najbardziej znany jako członek zespołu The Animals, w składzie którego występował w latach 1963-1965 oraz podczas reaktywacji w 1976 i 1983. Po rozstaniu z The Animals występował z własnym projektem Alan Price Set, prowadził własny program telewizyjny, był aktorem filmowym oraz tworzył muzykę filmową (w tym do filmu Szczęśliwy człowiek, za który był nominowany do Złotego Globu).

## Dyskografia

### Albumy studyjne
- The Price to Play The Alan Price Set (Decca) 1966
- A Price on His Head (Decca) 1967
- O Lucky Man! (Warner Bros.) 1973
- Savaloy Dip (Reprise) 1974 (opublikowany dopiero w  2016) – (Omnivore Recordings) 2016
- Metropolitan Man (Polydor) 1975
- Shouts Across the Street (Polydor) 1976
- Alan Price (Polydor) 1977
- England My England (Jet) 1978, w USA jako  Lucky Day
- Rising Sun (Jet) 1980
- Geordie Roots & Branches (MWM Productions) 1983
- Travellin' Man (Trojan Records) 1986
- Liberty (Ariola) 1989
- Based on a True Story (Apaloosa) 2002

### Albumy koncertowe
- Performing Price (Polydor) 1975
- A Rock'n'Roll Night At The Royal Court Theatre (Ket Records) 1980

## Albumy powstałe we współpracy
- Fame and Price, Price and Fame: Together! oraz Georgie Fame (CBS) 1971
- Two of a Kind oraz Rob Hoeke (Polydor) 1977
- Andy Capp oraz Trevor Peacock (Key Records) 1982
- Covers oraz The Electric Blues Company (AP Records) 1994
- A Gigster's Life for Me oraz The Electric Blues Company (Indigo) 1995

### Kompilacje
- This Price is Right (Parrot) 1968
- The World of Alan Price (Decca) 1970
- Geordie Boy: The Anthology (Castle Music) 2002

### Single
| Rok  | Singel                                           | Pozycja w notowaniach | Pozycja w notowaniach | Pozycja w notowaniach |
| Rok  | Singel                                           | US                    | AUS                   | UK                    |
| ---- | ------------------------------------------------ | --------------------- | --------------------- | --------------------- |
| 1965 | "Any Day Now"                                    |                       |                       |                       |
| 1966 | "I Put a Spell on You"                           | 80                    | 35                    | 9                     |
| 1966 | "Hi-Lili, Hi-Lo"                                 |                       | 73                    | 11                    |
| 1966 | "Willow Weep For Me"                             |                       |                       |                       |
| 1967 | "Simon Smith and the Amazing Dancing Bear"       |                       | 49                    | 4                     |
| 1967 | "The House That Jack Built"                      |                       | 45                    | 4                     |
| 1967 | "Shame"                                          |                       |                       | 45                    |
| 1968 | "Don't Stop The Carnival"                        |                       |                       | 13                    |
| 1968 | "When I Was a Cowboy"                            |                       |                       |                       |
| 1968 | "Love Story"                                     |                       |                       |                       |
| 1969 | "The Trimdon Grange Explosion"                   |                       |                       |                       |
| 1969 | "Falling in Love Again"                          |                       |                       |                       |
| 1970 | "Sunshine and Rain (The Name of the Game)"       |                       |                       |                       |
| 1971 | "Rosetta" (oraz Georgie Fame)                    |                       | 91                    | 11                    |
| 1971 | "Follow Me" (oraz Georgie Fame)                  |                       |                       |                       |
| 1973 | "Don't Hit Me When I'm Down" (oraz Georgie Fame) |                       |                       |                       |
| 1973 | "Lucky Man!"                                     |                       |                       |                       |
| 1973 | "Poor People"                                    |                       |                       |                       |
| 1974 | "Jarrow Song"                                    |                       |                       | 6                     |
| 1974 | "In Times Like These"                            |                       |                       |                       |
| 1975 | "Mama Divine"                                    |                       |                       |                       |
| 1975 | "Papers"                                         |                       |                       |                       |
| 1976 | "Goodnight Irene"                                |                       |                       |                       |
| 1976 | "Kissed Away The Night"                          |                       |                       |                       |
| 1977 | "Rainbow's End"                                  |                       |                       |                       |
| 1977 | "I Wanna Dance"                                  |                       |                       |                       |
| 1977 | "I've Been Hurt"                                 |                       |                       |                       |
| 1977 | "This Is Your Lucky Day"                         |                       |                       |                       |
| 1977 | "Meet The People"                                |                       |                       |                       |
| 1977 | "I Almost Lost My Mind" (oraz Rob Hoeke)         |                       |                       |                       |
| 1978 | "Just For You"                                   |                       |                       | 43                    |
| 1978 | "England My England"                             |                       |                       |                       |
| 1978 | "I Love You Too"                                 |                       |                       |                       |
| 1979 | "Baby of Mine"                                   |                       |                       | 32                    |
| 1980 | "The House of the Rising Sun"                    |                       |                       |                       |
| 1980 | "Love You True"                                  |                       |                       |                       |
| 1980 | "When My Little Girl Is Smiling"                 |                       |                       |                       |
| 1980 | "Beat Out Dat Rhythm on a Drum"                  |                       |                       |                       |
| 1981 | "Love Is a Miracle"                              |                       |                       |                       |
| 1981 | "Down at World's End"                            |                       |                       |                       |
| 1982 | "Time and Tide"                                  |                       |                       |                       |
| 1986 | "Jarrow Song '86"                                |                       |                       |                       |
| 1986 | "Guess Who"                                      |                       |                       |                       |
| 1986 | "Papers"                                         |                       |                       |                       |
| 1989 | "Changes"                                        |                       |                       | 54                    |
| 1989 | "Liberty"                                        |                       |                       |                       |
| 1989 | "Fool's in Love"                                 |                       |                       |                       |
| 2001 | "Love Is a Miracle"                              |                       |                       |                       |